# Simon's Cat
Simon's Cat (traducido en español como el gato de Simon) es una serie animada ideada y realizada por el animador inglés Simon Tofield. La serie tiene como protagonista un travieso gato doméstico. Hizo su primera aparición en internet en Cat Man Do. Los episodios de Simon's Cat están disponibles en YouTube y han recibido más de 20 millones de visitas y unidos han superado los cien millones de vistas.

## Realización
La serie ha sido animada por Simon Tofield, director de animación del estudio londinense Tandem Films. Tofield, que empezó a dibujar cómics desde joven y ha estudiado animación en la De Montfort University, vive en el Bedforshire con cuatro gatos, que sin duda le sirven de inspiración.

## Capítulos
1. Cat Man Do, 2007, Tandem Film
2. Let Me In!, 2008, Tandem Film
3. TV Dinner, 2008
4. Fly Guy, 2009
5. Hot Spot, 2009
6. Snow Business' (Part 1), 2009
7. The Box, 2010
8. Cat Chat, 2010
9. Lunch Break, 2010
10. Beyond the Fence, 2010
11. Santa Claws, 2010
12. Sticky Tape, 2011
13. Hop it, 2011
14. Hidden Treasure, 2011
15. Double Trouble, 2011
16. Catnap, 2011
17. Shelf life, 2012
18. Tongue Tied, 2012
19. Window Pain, 2012
20. Ready, Steady, Slow!, 2012
21. Springtime, 2012
22. Fetch, 2012
23. Nut Again, 2012
24. Icecapade, 2012
25. Feed Me, 2013
26. Screen Grab, 2013
27. Flower Bed, 2013
28. Suit Case, 2013
29. Crazy Time, 2014

## Especiales
1. Thank You, 1 Million subscribers!, 2012
2. Thank You, 2 Million Subscribers!, 2013
3. Scary Legs (A Halloween Special), 2013
4. Christmas Presence (Christmas special, Part 1), 2013
5. Christmas Presence (Christmas special, Part 2), 2013
6. Smitten (A Valentine's Special), 2014

## Televisión
Durante las fiestas de Navidad de 2011 algunos capítulos de Simon's Cat han sido retransmitidos por las señales de Cartoon Network alrededor del mundo. Se especuló que iba a producir una serie completa por Cartoon Network, pero fue descartado al poco tiempo.
Sin embargo, todos los años se emiten por Boomerang en vísperas de Navidad.

## Personajes
- El gato de Simon: El protagonista. Sus travesuras, sobre todo para conseguir comida, atormentan a Simon. Adora la comida para gatos pero tampoco hace ascos a los pajarillos, ratones y peces del jardín de Simon. Nunca se ha revelado el verdadero nombre del gato, aunque el autor ha afirmado que el personaje se basa en su propio gato Hugh.
- Simon: El paciente dueño del gato. Al parecer le tiene un particular miedo a las arañas, como en el capítulo Spider Cat. También tuvo novia, pero en el episodio Love Me, Love Me Cat el gato de Simon le tira una rata que interpreta estar muerta, para que cuando los dos se vayan poder comer todo.
- El perro de la hermana de Simon: Un perro que aparece solo en el video Fed Up, donde come debajo de la mesa durante una comida familiar.
- El pajarillo: Un pájaro que aparece en el video Business Snow donde provoca al gato para hacer un combate de bolas de nieve.
- El erizo: Un erizo que vive en el jardín trasero de Simon. Al gato le gusta molestarlo enredando objetos en sus púas.
- El gnomo: Un gnomo parecido al que rompe el gato en el video Let Me In. A menudo lo utiliza para conseguir comida y le considera su amigo, aparentemente ignorando que se trata de un ser inanimado.
- Teddy: Un cachorro de gato, presente en seis capítulos (Double Trouble, Catnap, Icecapade, Screen Grab, Suit Case e Mirror Mirror), que llega a la casa de Simon y a pesar de su corta edad da pruebas de ser más avispado que su compañero.
- Las gatitas
- Chloe
- Maisy
- Jazz
- Ardilla
- Rumble